# Bali

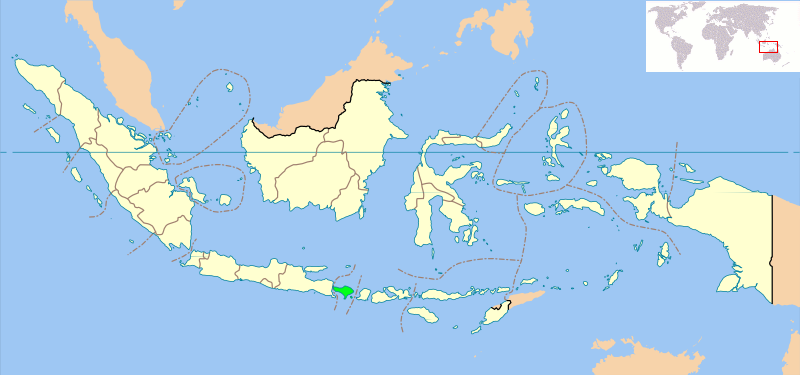
Bali, Indonezia

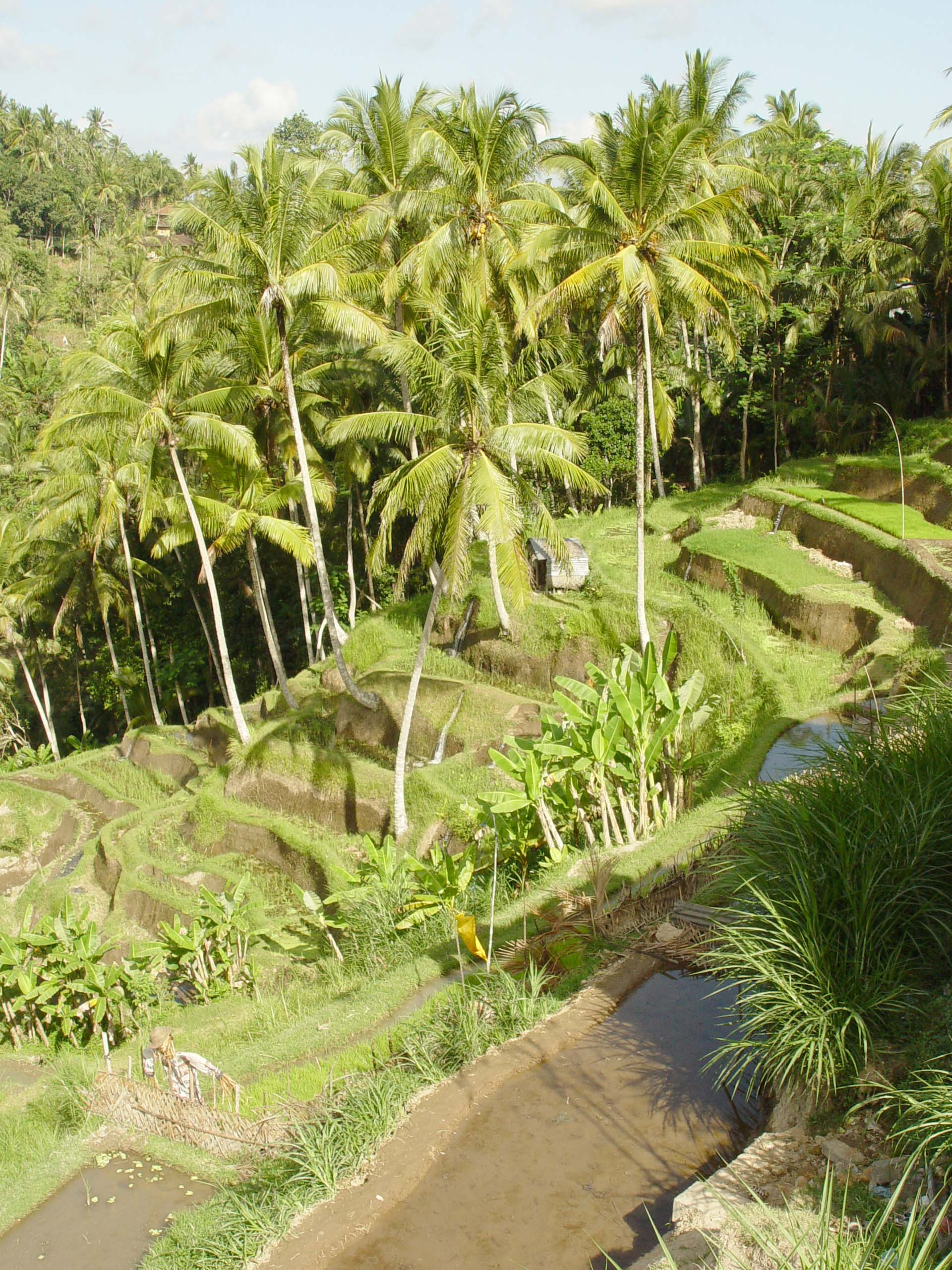
Terasele de orez Bali

Bali este o insulă care aparține Indoneziei, din Oceanul Indian, cu un climat mediu tropical cald. Capitala insulei este Denpasar. Cu o suprafață de 5577 km², Bali este de departe cea mai mare insulă din provincia cu același nume. La recensământul din 2010, Bali avea o populație de aproximativ 3,9 milioane de locuitori, iar în 2012 era estimată la 4,22 milioane.

## Istoria
Se presupune că primii imigranți sunt oameni din sudul Indiei, care au populat Bali în jurul anului 1500 î.H. Primul regat este documentat pentru 990 d.H.
Se știe că Bali a fost populată încă din vremurile preistorice, dar dovada reală este dată de cele mai vechi unelte din piatră sau vasele din ceramică de la Cekik, datând de 3000 de ani. S-au mai găsit și alte piese indicând epoca bronzului în Bali și datând din anul 300 Î.Ch. Bali a trecut printr-o perioadă în care indienii au adus religia hindusă, dar o istorie scrisă despre această perioadă apare doar în secolul al IX-lea, sub forma unor inscripții în piatră.
Între anii 1019 și 1042, regele Airlangga în vârstă de 16 ani a moștenit tronul unchiului său și a condus Java timp de 23 de ani, devenind unul dintre cei mai renumiți regi ai Javei. După ce a devenit rege, mama sa s-a recăsătorit în Bali și astfel Airlangga a devenit rege și în această insulă; aceste legături între cele două insule, Java și Bali, sunt pietrele memoriale găsite pe vulcanul Kawi, lângă Tampaksiring.

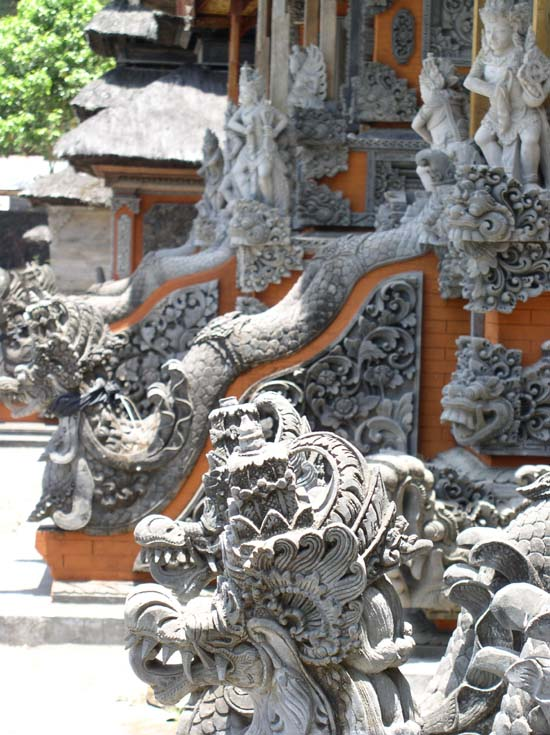
Templul zeiței Ida Batara Dewi Ulun Danu, Bali

După moartea regelui Airlangga, Bali și-a recăpătat semi-independența. Două secole mai târziu, Kertanagara a devenit rege al dinastiei Singasari și a cucerit insula Bali în 1284, dar domnia lui a durat opt ani, până la asasinarea sa, iar regatul a căzut. Fiul său a întemeiat renumita dinastie Majapahit, iar Bali și-a recuperat autonomia proprie, sub conducerea dinastiei Pejeng, înflorind până în 1343, cand a fost din nou cucerită de către dinastia Majapahit, pe vremea aceea condusă de legendarul general Gajah Mada. Regele dinastiei Pejeng, Dalem Bedaulu, a fost înfrânt, iar Bali a revenit sub influența javaneză.
La sfârșitul secolului al XIV-lea Bali și-a mutat capitala la Gelge, actuala Klungkung, timp de două secole, timp în care fost și capitala unde regele Dewa Agung (rege al insulei Bali) a avut resedința. Între timp, islamul a început să se răspândească în Java, iar dinastia Majapahit a căzut, dispersându-se în mai multe sultanate. Multe figuri de seamă ale societății javaneze s-au refugiat în Bali, printre care și preotul Niratha, care și-a adus aportul la religia din Bali.
Dinastia Gelgel în Bali, condusă de regele Dalem batur Enggong, și-a extins teritoriile în est, până la insula Lombok. Au început să apară actorii, muzicienii și dansatorii, în această perioadă insula intrând într-o dezvoltare explozivă în activitățile culturale.
Primii europeni care au pășit în Bali au fost marinarii olandezi în 1597. După ce și-au petrecut un timp în Bali, Cornelius Houtman, capitanul corabiei, s-a pregătit să plece de pe insulă, dar cea mai mare parte a echipajului a refuzat să îl însoțească.
Oricum olandezii aveau să revină în Indonezia mai târziu, dar de data aceasta cu scopul de a o cuceri. Acest lucru s-a întâmplat în 1894, când trupele olandeze au debarcat în insula Lombok (pe acea vreme încă sub dinastia Gelgel), și au promis suport militar rebelilor Sasak care erau împotriva regelui balinez. După lupte sângeroase, balinezii au fost înfrânți în insula Lombok. De fapt, înainte de a intra în Lombok, în 1846 alte trupe olandeze intră în nordul insulei Bali, cerând un teritoriu provizoriu pentru a-și putea așeza trupele militare. Dar după victoria din insula Lombok, trupele din nordul insulei Bali s-au alăturat, iar sudul insulei Bali nu a mai rezitat pentru mult timp.

#### Puputan
În 1906 vapoarele de luptă olandeze au atacat Sanur, au înfrânt rezistența balineză și au ajuns până la 5 km de Dempasar. Pe data de 20 septembrie 1906, cei trei prinți ai Bandungului (sudul insulei Bali) au realizat că sunt în inferioritate numerică și înfrângerea este inevitabilă. Capitularea și exilul ar fi fost, pentru rege și curtea regală, cea mai josnică înfrângere, astfel că aceștia au decis să sfârșească într-o luptă puputan - lupta până la moarte. Întâi au fost incendiate palatele, apoi, îmbrăcați în cele mai fine haine regale, purtând toate bijuteriile și accesoriile și pumnalele aurite keris, conduși de rege, familia regală, curtenii, nobilii și preoții au ieșit în fața trupelor olandeze, care bineînteles erau dotate cu arme de foc. Olandezii au implorat familia regală să se predea, astfel evitând un masacru, dar aceștia au pășit în continuare în lupta sinucigașă. În total, aproape 4000 de nobili și curteni și-au găsit moartea în acest puputan. Mai tarziu, olandezii cuceresc Tabanan și îl iau pe rege prizonier, dar acesta se sinucide, refuzând exilul.
Regatele Karangasem și Gianyar au capitulat deja olandezilor, dar au fost lăsate să își mai păstreze unele puteri, altele au fost cucerite, iar regii acestora au fost exilați. În final, regele Klungkung-ului a urmat exemplul regelui din Bandung, iar olandezii au avut de înfruntat din nou un puputan. Acesta a fost ultimul obstacol al olandezilor în cucerirea insulei Bali, aceasta devenind parte a Indiilor Estice Olandeze. Populația nu a avut mult de suferit, deoarece conducătorii coloniei au încurajat în continuare aspirațiile artistice balineze, iar acest tip de conducere a fost mai bine acceptată decât supunerea în fața unui rege. Colonia olandeză din Bali a fost de scurtă durată, până la venirea japonezilor în cel de-al doilea război mondial.
În 17 august 1945, după terminarea războiului, Soekarno a proclamat independența Indoneziei și a încercat să îi convingă pe olandezi că nu au de gând sa își recupereze insula. Dar grupurile rebelilor balinezi s-au revoltat, iar pe 20 noiembrie 1946 au început o luptă asemănătoare cu puputan-urile ce avuseseră loc cu o jumătate de secol în urmă, la Marga. Până la urmă, în 1949, olandezii au acceptat independența Indoneziei. Aeroportul din Dempasar, Ngurah Rai, a fost numit după liderul forțelor balineze de la Marga.
Gunung Agung a erupt în 1963 și a ucis mii de oameni și a distrus sate întregi. 100 000 de oameni și-au pierdut casele și cea mai mare parte a zonei estice a insulei a fost devastată. Balinezii din acele părți au fost forțați să transmigreze în alte insule ale Indoneziei..

Pe 12 octombrie 2002, 202 de persoane au fost ucise într-un atac exploziv asupra a două discoteci din Kuta, cei mai mulți fiind turiști străini. Trei ani mai târziu, sâmbătă 1 octombrie 2005, a avut loc un alt atentat cu 3 bombe kamikaze: două dintre ele au detonat pe plaja Jimbaran, o alta - în fața unui restaurant în Kuta Beach. Exploziile au fost la diferență de câteva minute, în care au fost ucise 26 de persoane (dintre ei, trei teroriști). 

## Geografia

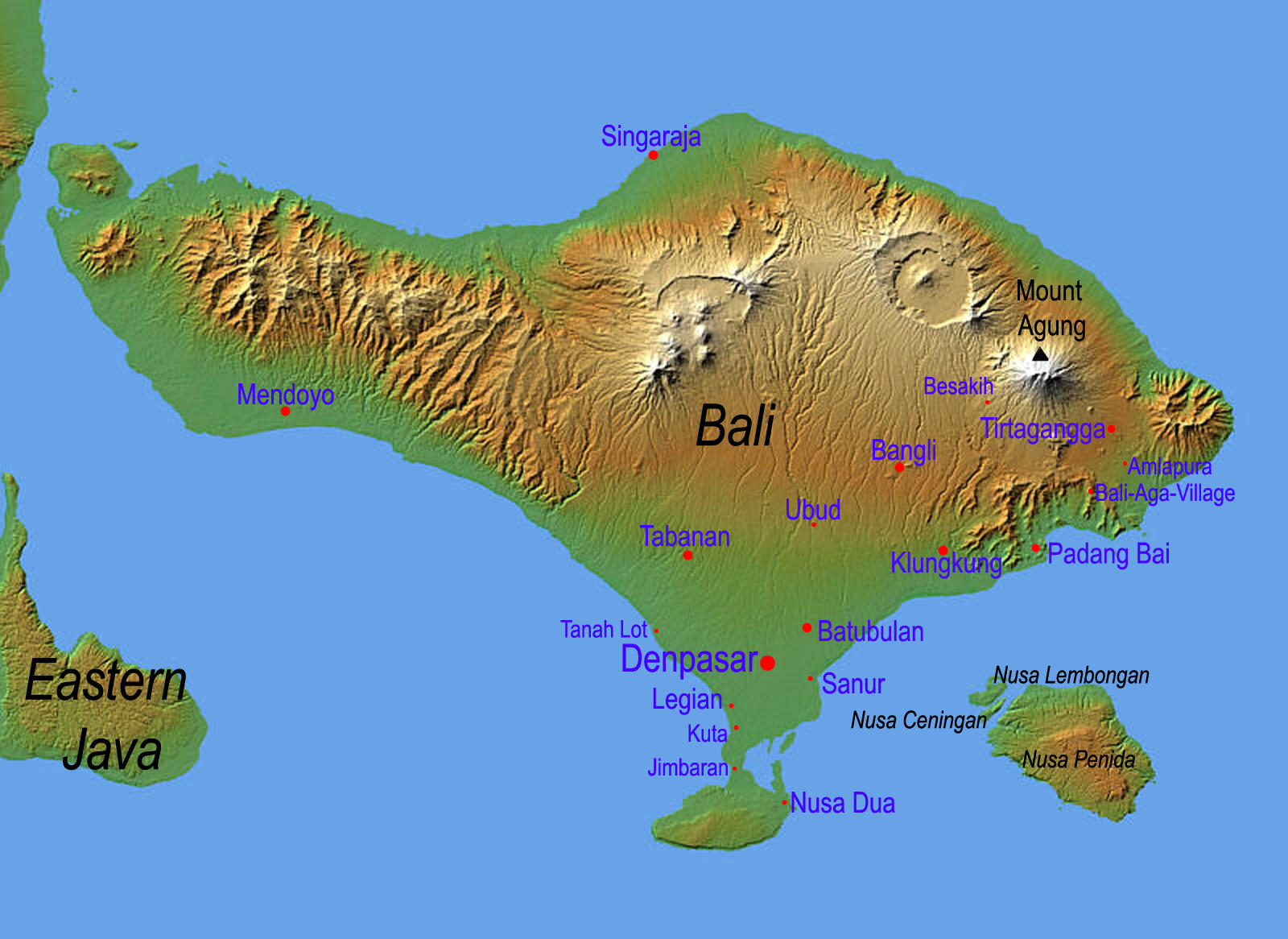
Insula Bali

Bali este o insulă mică, în estul insulei Java, la aproximativ 8 grade de ecuator, cu o suprafață de 5577 km², distanța cea mai mare fiind de 140 km în lungime, iar în lățime de 80 km.
Relieful este muntos, cu vârfuri care ating peste 2000 de metri în cazul lanțului muntos din centrul insulei, unde se află și vulcanul Agung (3142 m). Din cauza naturii vulcanice, fertilitatea este exceptională, iar irigațiile naturale provenite din acești munți, sub formă de cascade, ajută la agricultură, în special la cultura orezului. Cele mai multe terase de plantații de orez sunt în centrul și sudul insulei. În nord se găsesc mari plantații de cafea. Există totuși și zone aride în jurul vulcanului Agung, iar peninsula Bukit și insula Nusa Penida sunt mai puțin cultivate și populate din cauza lipsei apei.
Bali este înconjurată la nord de Marea Java, iar la sud de Oceanul Indian, la vest de strâmtoarea Bali, care face legătura cu insula Java, iar la est, de strâmtoarea Lombok, care face legătura cu insula Lombok.

#### Munți în Bali (peste 1000 m)

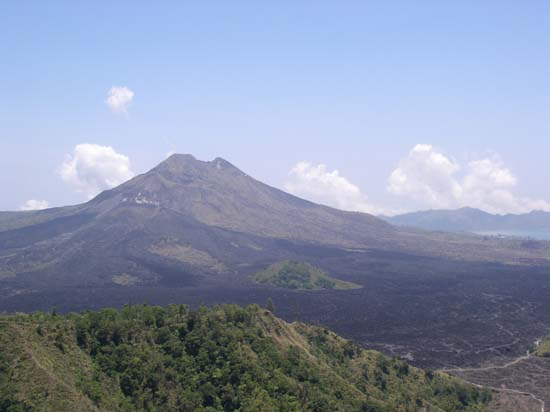
vulcanul Batur (1717 m)

- Sanglang (1004 m), Merbuk (1388 m), Mesehe (1344 m), Musi (1224 m), Patas (1412 m), aceștia fac parte din Parcul National Bali Barat (estul insulei Bali
- Sangiyang (2093 m), Batukaru (2276 m), Lesong (1860 m), Pohon (2063 m), Catur (2096 m), și lacul Bratan, în centrul insulei
- Agung (3142 m), Abang (2152 m), Batur (1717 m), Penulisan (1745 m), în sud-est, unde se află și lacul Batur

Bali este una dintre cele mai mari atracții din lume, turismul fiind industria de bază a locuitorilor. Insula este înconjurată de recifuri de corali, plaje albe (mai ales în partea sudică) și plaje cu nisip negru (în nord și vest).

## Demografia
În 1995, statisticile arătau o populație de 2,9 milioane de locuitori - aproximativ 520 de locuitori pe km², iar in 2010 o populație de 3,89 milioane de locuitori. Se estimează ca în prezent populația a depășit 4,2 milioane locuitori. Populația este formată din indonezieni, dar având în vedere religia hindusă balineză, din care fac parte 83,5% din totalul locuitorilor, conform recensământului din 2010, se poate vorbi de o populație balineză, în restul Indoneziei islamul fiind majoritar.

## Religia
Chiar dacă majoritatea populației indoneziene este de religie musulmană, 83,5% din locuitorii insulei Bali practică Hinduismul balinez - un amestec între hinduismul adus de indieni în urmă cu 2000 de ani și unele tradiții și ritualuri locale aduse de Imperiul Majapahit. Peste 90% din populație face parte dintr-o castă numită Sutra, care este semnificativă doar în religie și ritualuri.
Minoritățile religioase o reprezintă islamicii în proporție de 13%, creștinii (1,7%), respectiv budiștii (0,5%).
Bali este renumită prin templele sale. Traducerea în indoneziană pentru cuvântul templu este Pura, cuvânt provenit din sanscrită, care înseamnă spațiu înconjurat de ziduri. Templele din Bali au fost construite în perioada imperiului Majapahit. Numărul lor este foarte mare, cel puțin trei temple se găsesc în fiecare sat. Chiar și amplasamentul lor este foarte important, fiind aliniate în funcție de munte, mare și răsărit. Cel mai important templu este Pura Puseh (sau templul originilor), dedicat strămoșilor fondatori ai satului, și care este amplasat pe cel mai înalt punct al satului (muntele). În centrul satului este Pura Desa, dedicat spiritelor care protejează satul (răsăritul). În punctul cel mai apropiat de nivelul mării este Pura Dalem (sau templul Morților), unde se află și cimitirul (marea). Acesta este locul unde este așezat Durga, care reprezintă încarnarea oribilă a soției lui Shiva.
Unele temple au o importanță atât de mare încât se poate spune că sunt proprietatea întregii insule, și nu doar a satului în care se află. Cel mai venerat templu de acest gen este Pura Besakih. Se află în zona vulcanului Agung și este denumit și Templul Mamă.

## Limba
În Bali, cele mai vorbite limbi sunt limbile balineză și indoneziană. Fiindcă în Indonezia se vorbesc peste 300 de limbi diferite, limba oficială este Bahasa Indonesia și se învață în scoală, dar cu toate acestea, populația mai în vârstă nu vorbește decât balineza, complet diferită de limba oficială.
Interesant lucru este ca limba balineză are, de fapt, 5 forme, fiecare fiind vorbită în funcție de statutul dintre vorbitori. Azi, se vorbește în doar trei forme ale limbii: 
- limba balineză de "jos" (Ia), care este folosită între vorbitorii de aceeași vârstă și/sau rang, tineri, sau când se vorbește cu un interlocutor mai tânăr
- limba balineză de "mijloc" sau "politicoasă" (Ipun), și care se vorbește cu superiorii (excluzând religia), cu străinii sau cu și despre persoanele mai în vârstă sau cu un rang social mai mare
- limba balineză "înaltă" (Ida), care este folosită doar în religie și în cazul ritualurilor sau a ceremoniilor religioase, în discursuri religioase

## Arta și cultura
Înainte de a fi descoperită de turiști, arta balineză nu era apreciată ca fiind un lucru aparte. Aceștia sculptau sau pictau doar pentru a-și petrece timpul sau pentru că ei considerau aceste lucruri ca făcând parte din viața de zi cu zi. Dar în zilele noastre acest lucru nu mai este valabil, dovada fiind abundența de magazine și galerii de artă care se găsesc acum în Bali. Există păreri conform cărora arta balineză întrece prin nivelul de finețe și complexitate arta din oricare altă parte a lumii. Mai ales batikul și ikatul, care sunt făcute manual, în culori vii și forme unice, sau sculpturile în lemn de tec, de la statuete până la porți mari de temple, arhitectura templelor hinduse sau a statuetelor idolilor venerați, piramidele de fructe sau de legume pe care le confecționează balinezii. Toate aceste lucruri au un mai mare farmec atunci când sunt însoțite de ritualuri. Specifice sunt ritualurile de înmormântare care sunt făcute cu cel mai mare fast, munca pentru construirea imenselor sarcofage funerare sculptate în lemn și împodobite cu flori și care apoi sunt aprinse, fiind impresionantă.
Se mai găsesc și alte lucruri care sunt semnificative mai mult prin tradiție si credință, ca de exemplu keris, un pumnal cu mare valoare spirituală și care se spune că are forțe magice. Confecționarea lui cere multă atenție, iar apoi în fiecare an se curăță și se îmbălsămează într-un ritual specific.
La fel și teatrul wayang are o însemnătate spirituală, arătând lupta binelui cu răul. Muzica gamelan în Bali este diferită de cea din celelalte regiuni ale Indoneziei, și acompaniază teatrele și dansurile balineze.
Dansurile sunt de foarte multe feluri, dansate în fiecare zi, acesta fiind una dintre cele mai frumoase atracții, dar specifice sunt acele dansuri în care actorii dansează în stare de transă.
Kecak este cel mai cunoscut dans în Bali, dar mai sunt multe alte dansuri ca Barong și Rangda, Legong, Baris, Ramayana, Kebyar, Janger, Topeng, Pendet, Sanghyang.

## Turism
Bali, situată între insulele Java Sumatra și Lombok (8°25′23″S, 115°14′55), este una dintre cele mai mari atracții turistice din lume, datorita atât calitătilor balneo-climaterice naturale îmbinate cu tehnicile terapeutice tradiționale de origine indiană, chinezească, contopite în masajul balinez anti-stress, cât și posibilităților foarte variate de divertisment, ce includ surfing, scufundari, pescuit, excursii în jungl-, turism cultural etc. În ultimii ani, Bali a devenit o destinație importantă pentru turiștii care vor să descopere tainele exotice ale insulelor indoneziene. Numărul călătorilor a crescut exponențial, în 2006 numărul acestora era de 1,5 millioane, în 2012 însă a ajuns la 7 millioane pe an.

### Atracții turistice
- Apusul de soare la Templul Tanah Lot;
- Templul Taman Ayun;
- Templul Sadha Kapal;
- Templul Uluwatu;
- O vizita la Centrul de Artă și Muzeul de pictură din Ubud;
- Surf pe creasta unui val în Uluwatu;
- Atelierele de prelucrare ale argintului și aurului, cu magazinele proprii de prezentare și vânzare din Celuk;
- O vizită la atelierul–studio al celui mai important designer indonezian, Nyoman Suradnya, renumit prin tehnica sa unică de imprimare a vestitului material textil Batik;
- O vizită la Centrul de sculptură din Mas vă oferă posibilitatea negocierii prețului obiectelor pe care doriți să le achizitionați. Aici se sculptează în lemn prețios: de tec, mahon, lemnul crocodilului…
- Incursiune spre muntele Kintamani;
- Vestitele orezării în terase;
- Rafting pe râul Ayung;
- Croaziere în insulele învecinate: ex. I-la Lembogan;
- Parcuri: West Bali National Park, Bali Bird Park, Butterfly Park, Monkey Forest.[6]

### Arhitectura templelor
Înainte de a intra în templu, trebuie trecut printr-o serie de curți (unele temple au doar două curți), împărțite cu porți în formă de turn secționat pe verticală și amplasate de o parte și de alta a drumului, numite și porți secționate. Sunt foarte des întâlnite acest gen de porți, mai ales în regiunile în care religia hindusă este prezentă. De fapt, templul în sine este o curte împărțită, cu mai multe încăperi în capătul seriei de antreuri. Prima curte nu este foarte importantă, în aceasta se fac ceremoniile mai puțin importante, întâlniri și adunări, sau prepararea și aranjarea mâncărurilor. Tot aici este și turnul în care este amplasată o tobă - kulkul, cu rol asemănător clopotniței din bisericile creștine.
A doua curte este despărțită tot printr-o poartă secționată, dar înainte de a intra în curtea propriu-zisă, se trece printr-o altă poartă în formă de munte, care simbolizează muntele sfânt și prin care este obligatoriu a se trece. Aceasta este o curte sacră, iar trecerea prin poartă este o purificare înainte de a păși în curte. Aceste porți sunt păzite de "gardieni" - statui ai unor eroi din istorie sau idoli protectori, și care au rolul de a proteja templul de spiritele rele. În interiorul curților uneori sunt amplasate tronuri mici și simple, locuri ocupate de localnici și de zeii mai puțini importanți. De o parte și de alta a curții sunt statuete ale idolilor. Cei mai importanți sunt în partea muntelui și cei mai puțin importanți sunt în partea răsăriteană. Aceste statuete sunt amplasate cu o anumită regulă și ordine, unele temple au mai multe, altele mai puține. De obicei sunt așezate pe acoperișuri supraetajate în formă de piramidă, iar statuetele acoperă toată suprafața. Numărul treptelor din acoperișul în formă de piramidă diferă de la templu la templu, în funcție de importanța și de puterea acestuia. Cele mai multe trepte pot fi în număr de 11.